# هنري تايلور (لاعب كريكت)
هنري تايلور (1 يونيو 1875 - 29 مايو 1903) (بالإنجليزية: Henry Taylor)‏ هو لاعب كريكت بريطاني.